# Vieira do Minho
Vieira do Minho ist eine Kleinstadt (Vila) im Norden Portugals mit 2372 Einwohnern (Stand 19. April 2021).

## Geschichte
Zahlreiche Funde belegen eine vorgeschichtliche Besiedlung, darunter Mámoas, Menhire, Felsmalereien und Metallgegenstände. Hier bestand eine Siedlungen der Castrokultur, als die Römer das Gebiet ab dem 2. Jahrhundert v. Chr. eroberten. Die Römerstraße von Bracara Augusta (heute Braga) über Chaves bis Asturica Augusta (heute Astorga, Spanien) verlief hier her. Die Sueben eroberten im frühen 5. Jahrhundert das Gebiet, das ab 711 von den Mauren unterworfen wurde. Im Verlauf der folgenden Reconquista wurde auf der ursprünglichen Castro-Siedlung eine Burg errichtet.
Dank seiner strategischen Lage war die Gegend auch während der Napoleonischen Invasionen Schauplatz von Truppendurchzügen, so am 15. März 1809 und dann am 17. Mai 1809, als der französische General Soult mit seiner Armee die Brücke von Mirzela überquerte.
Die eigenständige Gemeinde Vieira do Minho wurde 1933 durch Gebietsabtretungen der Gemeinden Mosteiro und Cantelães neu geschaffen.

## Verwaltung

### Der Kreis
Vieira do Minho ist Sitz eines gleichnamigen Kreises (Concelho) im Distrikt Braga. Am 19. April 2021 hatte der Kreis 11.955 Einwohner auf einer Fläche von 216,4 km².
Die Nachbarkreise sind (im Norden beginnend im Uhrzeigersinn) Terras de Bouro, Montalegre, Cabeceiras de Basto, Fafe, Póvoa de Lanhoso sowie Amares.
Mit der Gebietsreform im September 2013 wurden mehrere Gemeinden zu neuen Gemeinden zusammengefasst, sodass sich die Zahl der Gemeinden von zuvor 21 auf 16 verringerte.
Der Kreis Vieira do Minho setzt sich aus folgenden Gemeinden (Freguesias) zusammen:

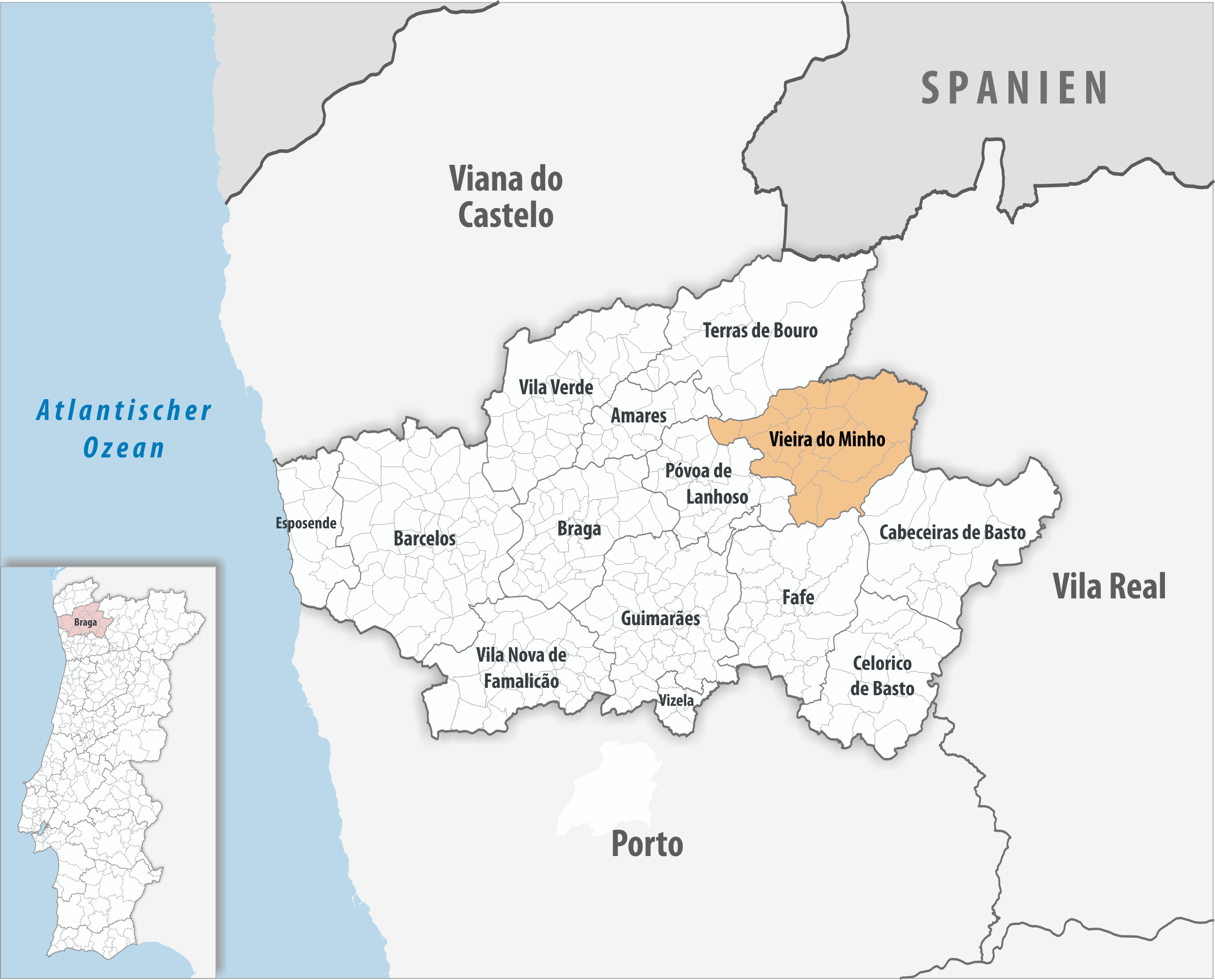
Kreis Vieira do Minho

| Gemeinde              | Einwohner (2021) | Fläche km² | Dichte Einw./km² | LAU- Code |
| --------------------- | ---------------- | ---------- | ---------------- | --------- |
| Anissó e Soutelo      | 345              | 8,15       | 42               | 031122    |
| Anjos e Vilar do Chão | 565              | 24,99      | 23               | 031123    |
| Caniçada e Soengas    | 517              | 8,99       | 58               | 031124    |
| Cantelães             | 740              | 11,54      | 64               | 031105    |
| Eira Vedra            | 616              | 5,59       | 110              | 031107    |
| Guilhofrei            | 898              | 11,23      | 80               | 031108    |
| Louredo               | 394              | 7,61       | 52               | 031109    |
| Mosteiro              | 688              | 10,82      | 64               | 031110    |
| Parada do Bouro       | 400              | 7,71       | 52               | 031111    |
| Pinheiro              | 372              | 10,27      | 36               | 031112    |
| Rossas                | 1.468            | 31,57      | 47               | 031113    |
| Ruivães e Campos      | 773              | 44,03      | 18               | 031125    |
| Salamonde             | 343              | 8,37       | 41               | 031115    |
| Tabuaças              | 887              | 9,68       | 92               | 031118    |
| Ventosa e Cova        | 577              | 8,70       | 66               | 031126    |
| Vieira do Minho       | 2.372            | 7,19       | 330              | 031120    |
| Kreis Vieira do Minho | 11.955           | 216,44     | 55               | 0311      |

### Bevölkerungsentwicklung
| Einwohnerzahl im Kreis Vieira do Minho (1801–2011) | Einwohnerzahl im Kreis Vieira do Minho (1801–2011) | Einwohnerzahl im Kreis Vieira do Minho (1801–2011) | Einwohnerzahl im Kreis Vieira do Minho (1801–2011) | Einwohnerzahl im Kreis Vieira do Minho (1801–2011) | Einwohnerzahl im Kreis Vieira do Minho (1801–2011) | Einwohnerzahl im Kreis Vieira do Minho (1801–2011) | Einwohnerzahl im Kreis Vieira do Minho (1801–2011) | Einwohnerzahl im Kreis Vieira do Minho (1801–2011) | Einwohnerzahl im Kreis Vieira do Minho (1801–2011) |
| -------------------------------------------------- | -------------------------------------------------- | -------------------------------------------------- | -------------------------------------------------- | -------------------------------------------------- | -------------------------------------------------- | -------------------------------------------------- | -------------------------------------------------- | -------------------------------------------------- | -------------------------------------------------- |
| 1801                                               | 1849                                               | 1900                                               | 1930                                               | 1960                                               | 1981                                               | 1991                                               | 2001                                               | 2011                                               |                                                    |
| 3953                                               | 13.465                                             | 14.904                                             | 15.382                                             | 18.920                                             | 17.931                                             | 15.775                                             | 14.724                                             | 12.858                                             |                                                    |

### Kommunaler Feiertag
- Montag nach dem ersten Oktober-Samstag

### Städtepartnerschaften

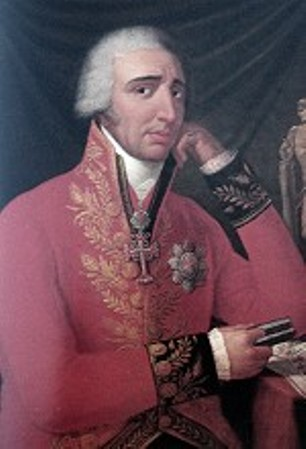
Cipriano Ribeiro Freire

- Monapo, Mosambik[8]

## Söhne und Töchter der Stadt
- António José Antunes Sobrinho (1814–1888), in Brasilien zu Reichtum gekommener Unternehmer, 1885 in den Adelsstand erhoben
- Bernardo António Antunes (1833–1905), in Brasilien zu Reichtum gekommener Unternehmer und Philanthrop, 1883 in den Adelsstand erhoben
- Cipriano Ribeiro Freire (1749–1824), adliger Diplomat, erster Botschafter Portugal in den USA, Mitglied des in Lissabon verbliebenen Regierungsrates nach der Flucht des Königshauses nach Rio de Janeiro 1808
- Severino Pereira (* 1957), Bildhauer, besonders für seine Glasarbeiten bekannt
- Manuel Monteiro (* 1962), Jurist und konservativer Politiker, ehemaliger Vorsitzender der Partei CDS-PP, aus der er 2003 austrat
- Romeu Ribeiro (* 1989), Fußballspieler
- Yuri Ribeiro (* 1997), Fußballspieler